# Billabong

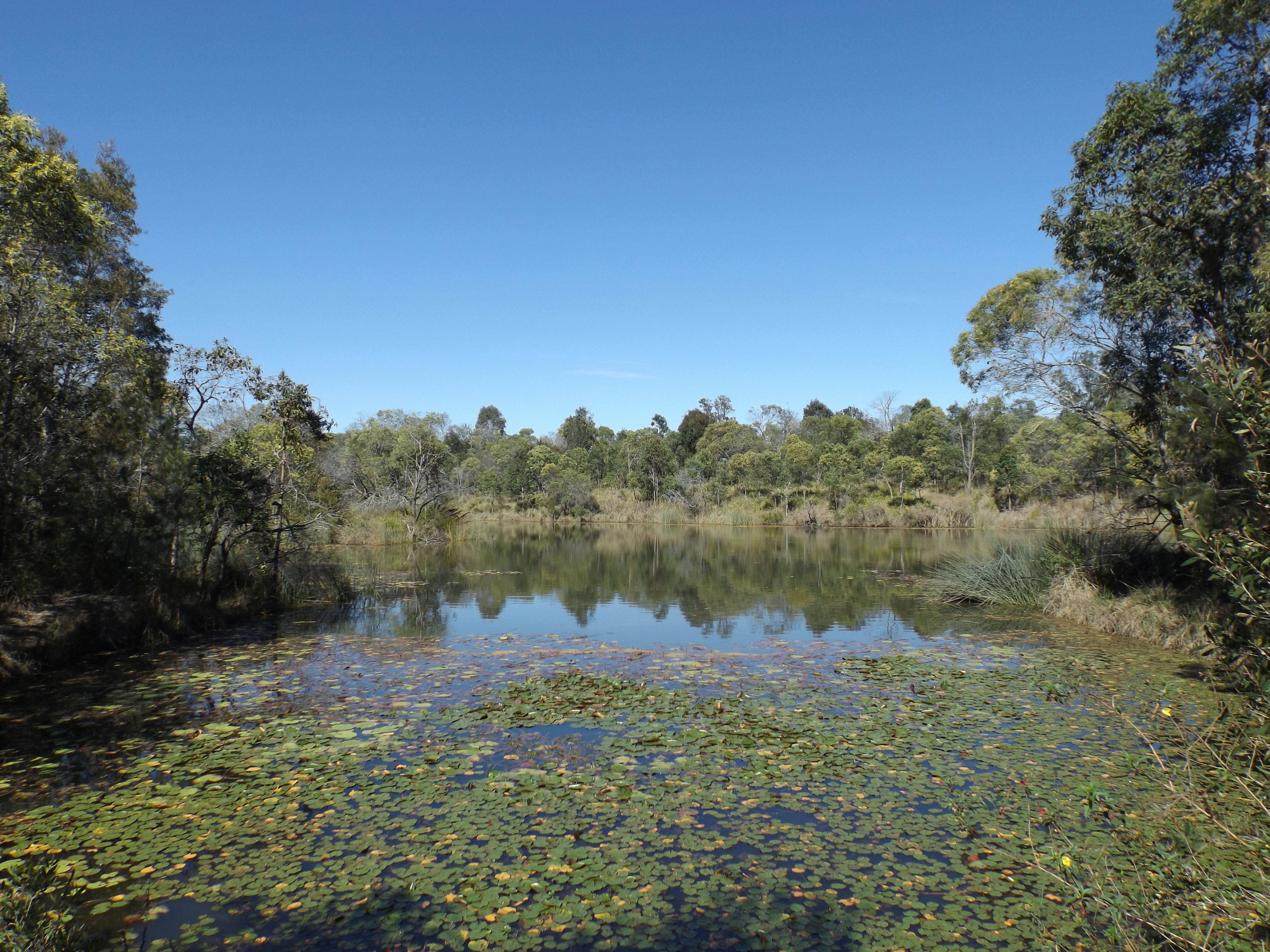
Un billabong en el rierol Scrubby a Berrinba Wetlands, Berrinba, Logan City, 2014

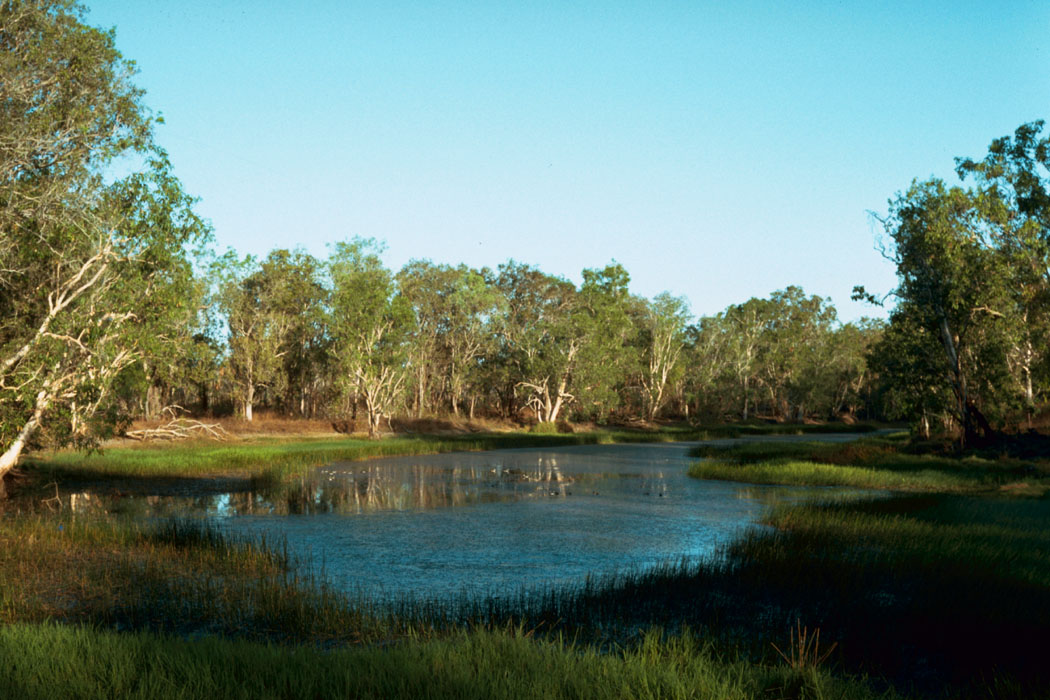
Billabong, al Territori del Nord

Un billabong és un terme australià que fa referència a un braç mort, és a dir, a un petit llac en forma d'U creat a partir de la corba d'un meandre abandonat d'un canal fluvial. Els billabongs es creen normalment quan el camí d'un rierol o d'un riu canvia, deixant l'antiga branca amb un carreró sense sortida. Com a resultat del clima àrid d'Austràlia, on es troben aquests "rius morts", els billabongs s'omplen d'aigua en algunes estacions, però estan seques la major part de l'any.

## Etimologia
L'etimologia de la paraula billabong està sota disputa. La paraula prové, segurament del terme wiradjuri bilabaŋ, que significa "corrent d'aigua que només corre després de la pluja". Deriva de bila, que significa "riu", i pot haver-se combinat amb bong o bung, que significa "mort". Una font apunta, tanmateix, que el terme és d'origen gaèlic escocès.
Billabongs es caracteritzaven per tenir aigua durant més temps que algunes parts dels rius; era important per la gent identificar aquests accidents geogràfics.

## En la cultura australiana

### Literatura
Once a jolly swagman camped by a billabong,
Under the shade of a coolibah tree,
And he sang as he watched and waited till his billy boiled,
Who'll come a'waltzing Matilda with me  
- La cançó popular "Waltzing Matilda" de Banjo Paterson està ubicada en un billabong.

- Mary Grant Bruce va escriure una sèrie de llibres coneguts com The Billabong Series, que narraven les aventures de la família Linton, que vivia en un billabong al voltant de l'any 1911[10] i fins a finals dels anys 1920.[11][12]

### Art
Tant aborígens australians com artistes europeus han usat els billabongs com a tema en les seves pintures. Per exemple, el pintor aborigen Tjyllyungoo (Lance Chad) té una aquarel·la que portaper títol Arbres en un billabong.
El director de cinema avantguardista Will Hindle va produir un curt titulat Billabong l'any 1969.

### Moda
Billabong és el nom d'una marca australiana de roba esportiva per a surf, skate i snowboard.